# گروه هاگر
گروه هاگر (انگلیسی: Hager Group) شرکت تجهیزات الکتریکی آلمانی است، که در سال ۱۹۵۵ تأسیس شد.